# Sanda Toma (remera)
Sanda Toma (Ștefănești, 24 de febrero de 1956) es una deportista rumana que compitió en remo.
Participó en los Juegos Olímpicos de Moscú 1980, obteniendo una medalla de oro en la prueba de scull individual. Ganó dos medallas de oro en el Campeonato Mundial de Remo, en los años 1979 y 1981.

## Palmarés internacional
| Juegos Olímpicos   | Juegos Olímpicos  | Juegos Olímpicos | Juegos Olímpicos |
| Año                | Lugar             | Medalla          | Prueba           |
| ------------------ | ----------------- | ---------------- | ---------------- |
| 1980               | Moscú (URSS)      | Medalla de oro   | Scull individual |
| Campeonato Mundial |                   |                  |                  |
| Año                | Lugar             | Medalla          | Prueba           |
| 1979               | Bled (Yugoslavia) | Medalla de oro   | Scull individual |
| 1981               | Múnich (RFA)      | Medalla de oro   | Scull individual |